# .376 Steyr
El .376 Steyr es un cartucho de rifle desarrollado por Hornady y Steyr en conjunto para ser usado en el rifle Steyr Scout .
Fue presentado en 1999, y diseñado a partir del casquillo del 9.3x64 Brenneke, al que se le modificó para aceptar un proyectil de .375 pulgadas y acortado en aproximadamente 4 mm para adaptarse a una acción de rifle de longitud estándar.
Fue desarrollado como una evolución del concepto de rifle mediano "Super Scout" de Jeff Cooper, que a su vez era una extensión de su concepto original rifle scout . Cooper usó una versión del rifle Steyr's Scout recamarado en .350 Remington Magnum para la caza deportiva de animales grandes y peligrosos, originalmente llamándolo "Super Scout". Después de tomar un león a corta distancia con el arma, cambió a llamar a ese rifle su "Lion Scout".
Una motivación adicional para el desarrollo del nuevo cartucho fue que las autoridades en ciertas áreas del mundo dictan un calibre mínimo de ronda que puede usarse en la caza de animales peligrosos como el búfalo y el león. En general, el calibre mínimo es .366 o .375, por lo que para que el cartucho sea aceptado en casi todos los países africanos, el cartucho de nuevo diseño utiliza un calibre 375.
Cuando Steyr discutió inicialmente la nueva ronda con Cooper, tenían la intención de llamarla .375 Steyr. Cooper dijo que en su lugar deberían llamarlo .376, para evitar confusiones con el .375 H&H Magnum .
Posteriormente, Cooper se refirió al rifle Scout en calibre .376 Steyr como "Dragoon" o "Dragoon Scout", esta marca está en el que Steyr le envió. Esta designación se eliminó y no está en las unidades de producción.
Con un mayor retroceso de fieltro, el .376 Steyr es el cartucho práctico más grande para usar en un arma tan corta y liviana como el Scout.
Steyr Mannlicher también ha producido un rifle de estilo convencional para usar este cartucho, denominado "Pro Hunter".